# Dammartin-Marpain
Dammartin-Marpain és un municipi francès situat al departament del Jura i a la regió de Borgonya - Franc Comtat. L'any 2007 tenia 246 habitants.

## Demografia

### Població
El 2007 la població de fet de Dammartin-Marpain era de 246 persones. Hi havia 100 famílies de les quals 24 eren unipersonals (16 homes vivint sols i 8 dones vivint soles), 40 parelles sense fills i 36 parelles amb fills.
La població ha evolucionat segons el següent gràfic:
Habitants censats

### Habitatges
El 2007 hi havia 131 habitatges, 98 eren l'habitatge principal de la família, 30 eren segones residències i 3 estaven desocupats. 120 eren cases i 10 eren apartaments. Dels 98 habitatges principals, 78 estaven ocupats pels seus propietaris, 16 estaven llogats i ocupats pels llogaters i 4 estaven cedits a títol gratuït; 1 tenia una cambra, 4 en tenien dues, 14 en tenien tres, 20 en tenien quatre i 59 en tenien cinc o més. 78 habitatges disposaven pel capbaix d'una plaça de pàrquing. A 48 habitatges hi havia un automòbil i a 42 n'hi havia dos o més.

### Piràmide de població
La piràmide de població per edats i sexe el 2009 era:
| Homes | Edats   | Dones |
| ----- | ------- | ----- |
| 0     | 95 o +  | 0     |
| 0     | 90 a 94 | 0     |
| 0     | 85 a 89 | 0     |
| 0     | 80 a 84 | 0     |
| 4     | 75 a 79 | 0     |
| 12    | 70 a 74 | 4     |
| 8     | 65 a 69 | 4     |
| 8     | 60 a 64 | 16    |
| 0     | 55 a 59 | 4     |
| 8     | 50 a 54 | 8     |
| 4     | 45 a 49 | 8     |
| 12    | 40 a 44 | 4     |
| 4     | 35 a 39 | 12    |
| 16    | 30 a 34 | 8     |
| 4     | 25 a 29 | 4     |
| 8     | 20 a 24 | 4     |
| 16    | 15 a 19 | 12    |
| 8     | 10 a 14 | 20    |
| 8     | 5 a 9   | 4     |
| 4     | 0 a 4   | 0     |

## Economia
El 2007 la població en edat de treballar era de 138 persones, 110 eren actives i 28 eren inactives. De les 110 persones actives 100 estaven ocupades (55 homes i 45 dones) i 10 estaven aturades (3 homes i 7 dones). De les 28 persones inactives 9 estaven jubilades, 10 estaven estudiant i 9 estaven classificades com a «altres inactius».

### Ingressos
El 2009 a Dammartin-Marpain hi havia 122 unitats fiscals que integraven 318,5 persones, la mediana anual d'ingressos fiscals per persona era de 15.847 €.

### Activitats econòmiques
Dels 7 establiments que hi havia el 2007, 1 era d'una empresa extractiva, 2 d'empreses de fabricació d'altres productes industrials, 2 d'empreses d'hostatgeria i restauració, 1 d'una empresa immobiliària i 1 d'una entitat de l'administració pública.
Dels 4 establiments de servei als particulars que hi havia el 2009, 1 era un taller de reparació d'automòbils i de material agrícola, 2 restaurants i 1 agència immobiliària.
L'any 2000 a Dammartin-Marpain hi havia 9 explotacions agrícoles.

## Equipaments sanitaris i escolars
El 2009 hi havia una escola elemental integrada dins d'un grup escolar amb les comunes properes formant una escola dispersa.

## Poblacions més properes
El següent diagrama mostra les poblacions més properes.